# Agranulocitoza
Àgranulocitóza pomeni v medicini zelo zmanjšano število granulocitov (vrste belih krvničk) v periferni krvi. Agranulocitoza je lahko posledica dedne bolezni ali pa gre za pridobljeno stanje. Najpogosteje gre za akutno zmanjšanje števila granulocitov, ki jo povzroči reakcija na določeno zdravilo. Gre za resno bolezensko stanje, ki je lahko tudi življensko ogrožajoče. Za preprečitev smrti zaradi septikemije sta potrebna hitra diagnoza in zdravljenje.

## Vzroki
Agranulocitoza je lahko posledica dedne bolezni ali pa gre za pridobljeno stanje (zaradi uporabe določenih zdravil, prisotnosti okužbe, izpostavljenosti nekaterim kemičnim snovem …). Najpogosteje gre za akutno zmanjšanje števila granulocitov, ki jo povzroči reakcija na določeno zdravilo.
Številna zdravila lahko povzročijo agranulocitozo, vključno z antiepileptiki (kot sta karbamazepin in valproat), antitiroidnimi zdravili (karbimazol, tiamazol in propiltiouracil), antibiotiki (penicilin, kloramfenikol in trimetoprim/sulfametoksazol), zaviralci H2 (cimetidin, famotidin, nizatidin, ranitidin), zaviralci ACE (benazepril), citostatiki, zlatovimi solmi, analgetiki (aminofenazon, indometacin, naproksen, fenilbutazon, metamizol), mebendazolom, alopurinolom, antidepresivoma mianserinom in mirtazapinom ter nekaterimi antipsihotiki. Atipični antipsihotik klozapin lahko povzroči  proti zdravljenju odporno obliko agranulocitoze, zato je med njegovo uporabo potrebno spremljanje krvne slike.

## Diagnoza
Sum na agranulocitozo temelji na bolnikovih bolezenskih znakih in simptomih in podatkih o uporabi zdravil, nedavne izpostavljenosti določenim kemičnim snovem ali prisotni okužbi; za potrditev diagnoze pa je potreben izvid krvne slike. O agranulocitozi govorimo, kadar je koncentracija nevtrofilcev nižja od 100 nevtrofilcev/1 mikroliter krvi (normalna koncentracija je 1.500 nevtrofilcev/1 mikroliter krvi). Nadalje lahko pri postavitvi diagnoze pomaga preiskava vzorca kostnega mozga.